# Третьякова, Инга Альфредовна
И́нга Альфре́довна Третьяко́ва (р. 26 июля 1963 года, Одесса, Украинская ССР) — советская актриса и певица. Запомнилась преимущественно по детским фильмам.

## Биография
Родилась 26 июля 1963 года в Одессе. Сниматься начала с 7 лет. В последующем окончила Гнесинское училище, стала профессиональной певицей. Имеет двоих детей. Живёт в Испании в городе Пальма-де-Майорка.

## Фильмография
1. 1972 — Включите северное сияние — девочка из интерната
2. 1974 — Ответная мера — Таня
3. 1974 — Рассказы о Кешке и его друзьях — Анечка
4. 1975 — Я — Водолаз 2 — Варька
5. 1976 — Волны Чёрного моря — эпизод (на пристани)
6. 1976 — Тимур и его команда — Женя
7. 1977 — Солдатки — цыганка
8. 1978 — У меня всё нормально — эпизод
9. 1978 — Где ты был, Одиссей? — эпизод (девушка с цветами)
10. 1979 — Камертон — одноклассница
11. 1979 — Д’Артаньян и три мушкетёра — эпизод (в таверне)
12. 1985 — Сезон чудес — Ирочка
13. 1986 — Всего один поворот — Наташа
14. 1986 — Размах крыльев — пассажирка 1-го салона

## Дубляж
1. 1983 — Двое под одним зонтом — Людмила, роль Натальи Андрейченко
2. 1985 — Сезон чудес — роль Лари Хитаны и несколько эпизодов - Ларисы Шахворостовой.
3. 1986 — Выше Радуги — Сирена, роль Татьяны Басовой